# Ciarán de Saigir

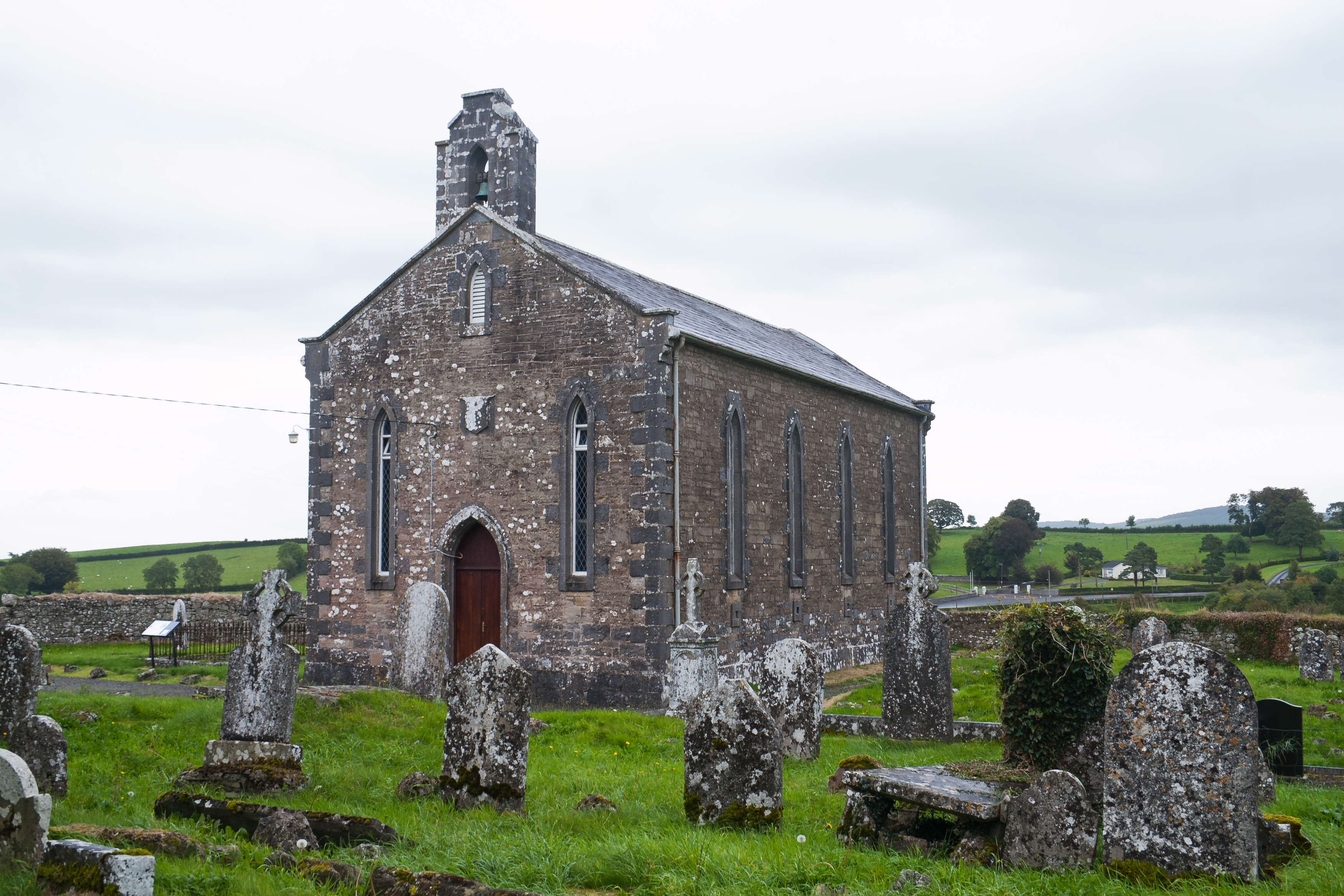
Iglesia de San Ciarán (CoI)

Ciarán de Saigir (siglo V - c. 530), en irlandés Ciarán mac Luaigne, en gaélico escocés San Kieran y en galés Cieran, fue uno de los doce apóstoles de Irlanda y está considerado el primer santo nacido en Irlanda, aunque la leyenda de que pudiera preceder a san Patricio es cuestionable. Ciarán fue obispo de Saighir (Seir-Kieran) y permanece como santo patrón de su sucesora, la diócesis de Ossory. 
Su conmemoración se celebra el 5 de marzo. A veces es llamado san Ciarán el Mayor (en latín: Kyaranus o Ciaranus Maior) para distinguirle de otro san Ciarán irlandés del siglo VI, que fue abad  de Clonmacnoise. Comparte su día de conmemoración, el 5 de marzo, con su madre, santa Liadán, y su discípulo y sucesor episcopal, san Cartago El Viejo.

## Familia y primeros años
Los martirologios, especialmente el Félire Óengusso, y las genealogías irlandesas medievales identifican al padre de Ciarán como Lugna (también Laighne), un noble de los Dál Birn, que gobernaban Osraige, y a su madre como Liadán, de los Corcu Loígde. Antes de ser concebido, la madre de Ciarán tuvo un sueño en el que una estrella caía en su boca. Ella relató este sueño a los druidas, que le dijeron que tendría un hijo cuya fama y virtudes serían conocidos en todos los confines del mundo. La isla de Cape Clear al suroeste del condado de Cork es considerada su lugar de nacimiento y se dice que el propio Ciarán construyó después una iglesia en la isla.
La biografía de Ciarán está llena de oscuridades. Se considera generalmente que abandonó Irlanda antes de la llegada de san Patricio. Ya cristiano, y perteneciendo a la familia real de Osraige, decidió seguir la carrera eclesiástica, por lo que se aseguró una educación en Tours y Roma.
Se le atribuye también un aborto milagroso practicado a una monja violada llamada Bruinnech. Al poner su mano sobre el vientre, el feto desapareció sin nacer y sin dolor. Un milagro similar se atribuyó a Brígida de Kildare. Sin embargo, esta interpretación ha sido discutida por Thomas Charles-Edwards, profesor emérito en Oxford, y por el lector del University College de Dublín Paul Byrne. "Byrne dijo que muchas historias hagiográficas sobre santos, también llamadas 'Vidas,' incluyen "folclore, leyendas y anécdota política, que eran demostrablemente compiladas mucho tiempo después (normalmente algunos siglos) de que el santo en cuestión hubiera vivido.'" Según Charles-Edwards, "...estos relatos necesitan ser puestos en contexto. En estos ejemplos la intervención del santo está dirigida a restaurar el honor de la mujer afectada. ...La evidencia de las vidas de santos se ocupa de los milagros según eran concebidos por hagiógrafos posteriores. Es normalmente una mala evidencia de lo que realmente hicieron, una mejor evidencia de lo que escritores posteriores podrían imaginar que pasó.” También es posible un hecho verídico, pero con una explicación natural: un embarazo psicológico y el efecto placebo; la firme creencia de la mujer en que sanaría al toque del santo, hizo remitir la hinchazón.

## Fundación de Saighir
Según un relato, Patricio envió a Ciarán para que le precediera y le instruyó para que construyera un monasterio en el lugar de un pozo sagrado. Cuándo Ciarán preguntó cómo lo encontraría, Patricio le entregó una pequeña campana, que no sonaría hasta que alcanzara el pozo.
A su regreso de Roma, se construyó una pequeña celda en los bosques de Upper Ossory. Se asentó como ermitaño en Saighir (alternadamente llamado Seir Kieran, o sólo Seir) cerca de los montes Slieve Bloom, pero pronto atrajo discípulos y un gran monasterio creció en torno a su celda, que se convertiría en el lugar de enterramiento de los reyes de Osraige. Una tradición compartida en las cuatro Vidas describe a Ciarán como un hombre santo que vestía pieles, y cuyos primeros alumnos son los animales del bosque. Esto corresponde a una imagen suya como un Juan el Bautista Occidental, llevando pieles y morando en la naturaleza, anunciando a san Patricio como Juan anunció a Cristo. Se dice que su madre, Liadan, fue a Saighir con un grupo de mujeres que dedicaron sus vidas al servicio de Dios y los miembros de la comunidad de su hijo.
Sier Kieran se convirtió en la principal iglesia de Osraighe, un centro para la predicación del Evangelio y una comunidad industriosa grande notable por su riqueza. Fue asimilada por la posterior fundación monástica de San Canice en el cercano Aghaboe.

## Llegada antes de San Patricio
Al igual que Ailbe de Emly, Declano de Ardmore y Abbán, se le adjudica a Ciarán una carrera anterior a Patricio en Munster, aunque las Vidas raramente hablan de estos contemporáneos putativos. Esta tradición puede reflejar interacción con cristianos del sur de Gales antes de la llegada de san Patricio a Irlanda.
Se dice que Ciarán conoció a Patricio en Italia y se convirtió en leal a él. Algunos escritores dicen que cuando Patricio llegó a Irlanda, Ciarán era ya obispo, habiendo sido ordenado durante su visita al continente. Parece más probable, no obstante, que fuera uno de los doce hombres que Patricio consagró como asistentes a su llegada. Fue el primer obispo de Ossory.
Hay un largo desacuerdo académico en la datación de la vida de San Ciarán de Saighir, aunque se considera que fue larga y falleció a avanzada edad. Fuentes irlandesas tradicionales (sus Vitae, el Félire Óengusso, etc.) adscriben su actividad misionera a antes de San Patricio, pero no asignan fechas a su vida. De haber sido cierto, probablemente habría nacido en algún momento a finales del siglo IV y evangelizado en el siglo V, y algunos escritores lo aceptan (Plummer, Hogan, Kenny). Según W. O'Halloran, los Anales de Inisfallen darían a Ciarán como nacido en Cape Clear Island en Cork en 352. Otros como Bearing-Gould, Sharpe, O'Riain, y Sperber adelantan su vida hasta los siglos V e incluso VI. Lanigan y Leslie Stephen la sitúan en el siglo VI, basados en anécdotas que le hacen contemporáneo de Ciarán de Clonmacnoise, Brandán de Birr, y Brandán de Clonfert. Lanigan sugiere que Ciarán de Saighir fue uno de los primeros estudiantes de Finnian de Clonard, e indica que fue obispo probablemente en algún momento antes de 544.

## Legado
Las ruinas del monasterio de Ciarán - que fue durante mucho tiempo el sitio de entierro de los reyes de Osraige - aún permanecen hoy en día. Se especula que se trata de un sitio precristiano, y, al igual que en otros santuarios irlandeses, se dice que allí ardió un fuego perpetuo. Se asocia también con un enclave monástico cercano a Errill. Existe otro lugar en Cape Clear, que se dice fue su lugar de nacimiento y la ermita de su juventud. Existen ruinas de una iglesia y un pozo de antigüedad considerable. San Ciarán es venerado en Inglaterra, Bretaña, Gales, y Escocia, el 5 de marzo.  St. Kieran College (est. 1782) es la escuela secundaria católica más antigua de Irlanda, y lleva el nombre del santo.
Es a veces listado como uno de los doce apóstoles de Irlanda, a pesar de que en el Martirologio de Oengus, Ciarán de Saighir no es enumerado como tal, y su asociación con los estudiantes de Finnian puede llevar a confusión.

Se le identifica en ocasiones con san Piran que es venerado en Cornualles, Gales, y Bretaña aunque Pádraig Ó Riain considera esto "infundado".